# Hoisington
Hoisington es una ciudad ubicada en el condado de Barton en el estado estadounidense de Kansas. En el año 2010 tenía una población de 2706 habitantes y una densidad poblacional de 872,9 personas por km².

## Geografía
Hoisington se encuentra ubicada en las coordenadas 38°31′2″N 98°46′42″O / 38.51722, -98.77833 (38.517301, -98.778422).

## Demografía
Según la Oficina del Censo en 2000 los ingresos medios por hogar en la localidad eran de $28,022 y los ingresos medios por familia eran $32,431. Los hombres tenían unos ingresos medios de $26,306 frente a los $21,827 para las mujeres. La renta per cápita para la localidad era de $15,234. Alrededor del 15.4% de la población estaban por debajo del umbral de pobreza.